# Fundición Lambert

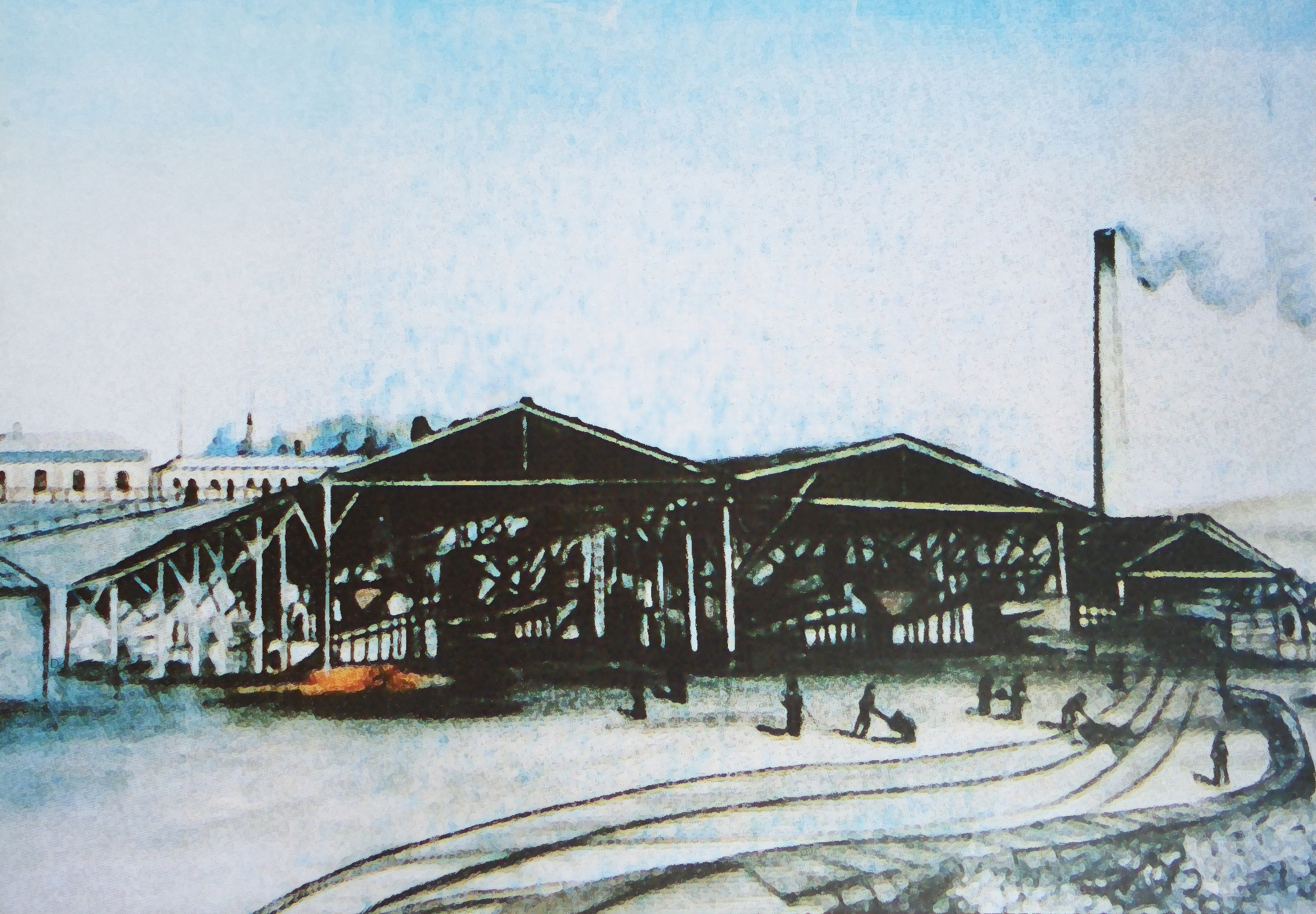
Fundición Lambert.

La Ex-Fundición Lambert, Establecimiento de Fundición de La Compañía o "El Escorial", fue una fundición e industria de cobre en el sector de "La Compañía Alta" en La Serena (Chile), construida hacia 1840 por el ingeniero y empresario minero Charles Saint Lambert (castellanizado como Carlos Lambert).

## Historia
Durante toda la colonia e inicios del siglo XIX, la tecnología utilizada en la minería cuprífera chilena era tan anticuada y precaria que del proceso de fundición sólo era posible obtener una fracción del cobre extraído en las minas. Los remanentes de ese proceso, escorias que todavía contenían sulfuros de cobre eran desechados en escoriales acumulándose por toneladas durante siglos. No fue hasta la segunda década del siglo XIX,y la apertura del país hacia el comercio exterior, que comenzaron a llegar a Chile diversos personajes europeos interesados en estudiar y explotar los recursos de Chile. Entre ellos venia el alsaciano Carlos Lambert que con sólo analizar someramente las grandes riquezas desechadas en los escoriales chilenos. Ideó un modelo de negocio que lo volvería millonario en pocos años, compró  escorias ricas en sulfuros a Bernardo del Solar a muy bajo precio y las refundió en un nuevo tipo de horno desconocido en Chile llamado "de reverbero" obteniendo de ese modo el cobre que aún se mantenía en los desechos a partir de los años 1831-1832. Carlos Lambert con este hábil método forjó una inmensa fortuna convirtiéndose en un par de décadas en uno de los hombres más ricos del continente, de paso la introducción y posterior difusión del horno de reverbero en 1831 revolucionó la industria minera en Chile, marcando el inicio de un gran auge en la minería chilena moderna.La producción se sextuplicó en treinta años llevando a Chile liderar la exportación de cobre en el mundo.

### Fundición

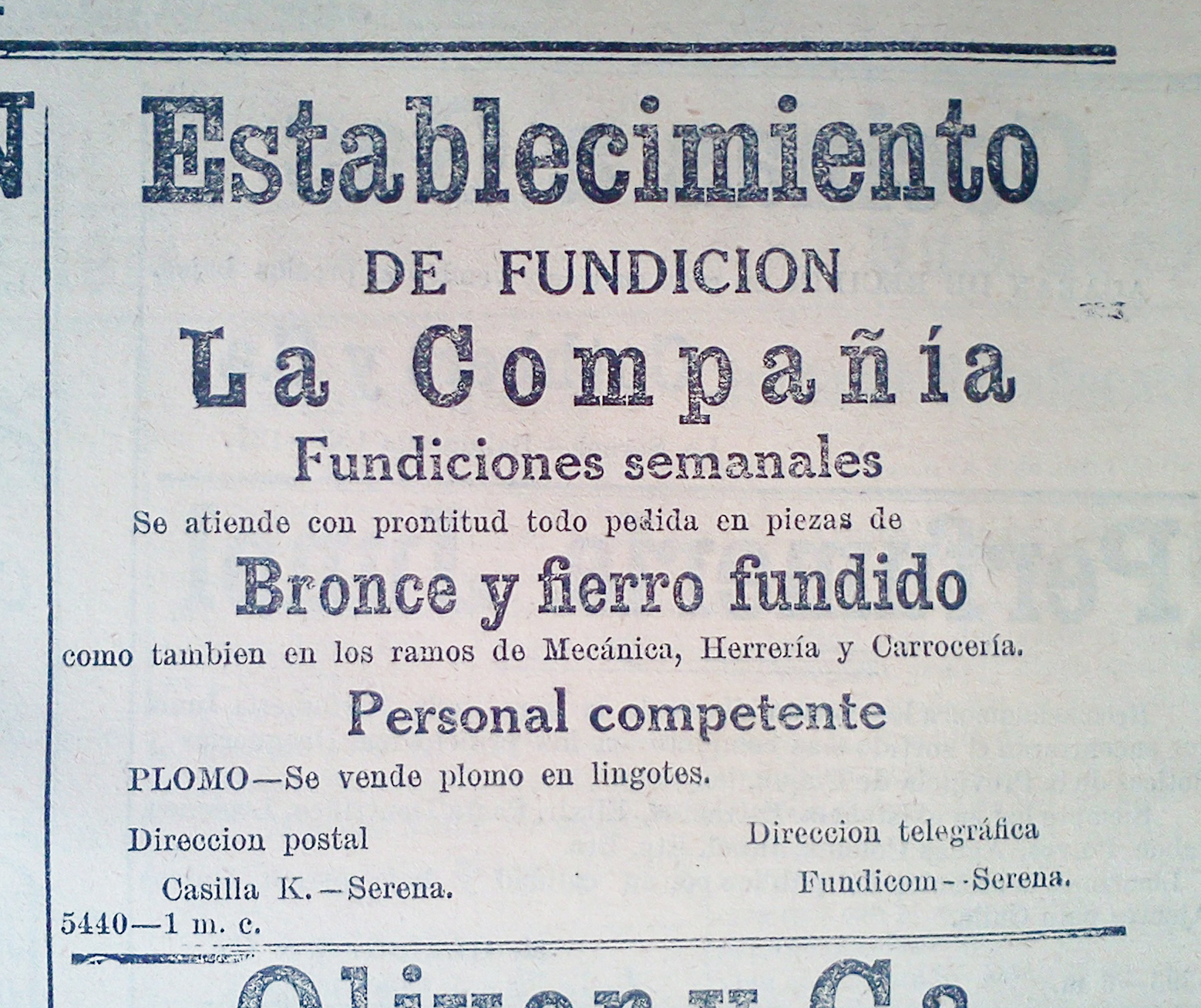
Publicidad de la Fundición "Lambert" en el diario El Coquimbo, mayo de 1914.

Charles Lambert durante 1825 y 1851 instaló varias fundiciones, sin embargo fue el "Establecimiento de la Compañía" el que más años se mantuvo en funcionamiento y se introdujeron mayores innovaciones. Fue así como en este lugar se lograron diferentes hitos que marcaron el desarrollo industrial de Chile a inicios de la república.
Entre ellos se destaca:
- Se le considera la primera empresa del proceso industrializador chileno en el siglo XIX,[2] marcando un hito en la transición desde la época colonial a la moderna.
- En ella se instaló la primera máquina laminadora de cobre con que se construyeron los primeros buques para la armada hechos íntegramente en Chile, generando un valor agregado al cobre producido en la Provincia de Coquimbo. Las primeras láminas de cobre elaboradas fueron guardadas en el museo nacional.[3][4]
- La fundición contó también con la primera planta de ácido sulfúrico del país.
- En esta planta se instaló  la primera máquina de trituración de metales.[5]
- Esta fundición dio origen al primer ferrocarril que tuvo la provincia de Coquimbo, el cual unía la “Fundición de la Compañía” con el puerto de Coquimbo.[6]
- El cobre que esta fundición producía se exportaba a Europa, mayormente a Gales, en el primer vapor hecho exclusivamente para esa función, el “FireFly”.[7]

## Características
En 1872, el establecimiento de fundición de La Compañía poseía 9 hornos de reverbero, en 1882 esa cantidad aumentó a una docena. Hacia 1862 se añadió una línea de ferrocarril que la unía al puerto de Coquimbo.
La fundición forma además un conjunto arquitectónico junto a la casona y parque de la familia Lambert, actualmente un asilo de ancianos, y el cenotafio de Charles L. Lambert fallecido en las islas de Hawái.
Durante el sitio de La Serena a fines de 1851, esta fundición fue escenario de una batalla entre las milicias de La Serena y tropas de mercenarios argentinos venidos de Copiapó que se encontraban apostados en el lugar. Charles Lambert, dueño de la fundición, se había mostrado contrario al levantamiento de las provincias contra el gobierno de Manuel Montt.

## Importancia
La Ex- fundición Lambert fue el primer centro de fundición de importancia que trabajó a una escala industrial en el país, marcando un cambio generacional desde la minería colonial hacia la moderna, por esta razón se le considera como la "cuna" de la industria minera en Chile.

## Críticas
Pese a la gran importancia histórica de la fundición Lambert, sus restos se encuentran en lamentable estado de deterioro. Diversas estructuras han sido destruidas con el paso de los años, se observan basurales que le quitan dignidad a este conjunto histórico.
Sin embargo en el último tiempo la municipalidad de La Serena ha dado muestras de interés respecto a la recuperación de este espacio para el barrio de Las Compañías, poniéndolo en valor como un hito de la historia minera de la región y uno de los orígenes del populoso barrio.
En abril de 2015 la municipalidad de La Serena solicitó al Ministerio de Bienes Nacionales la cesión de los terrenos de la ex-fundición.

## Galería

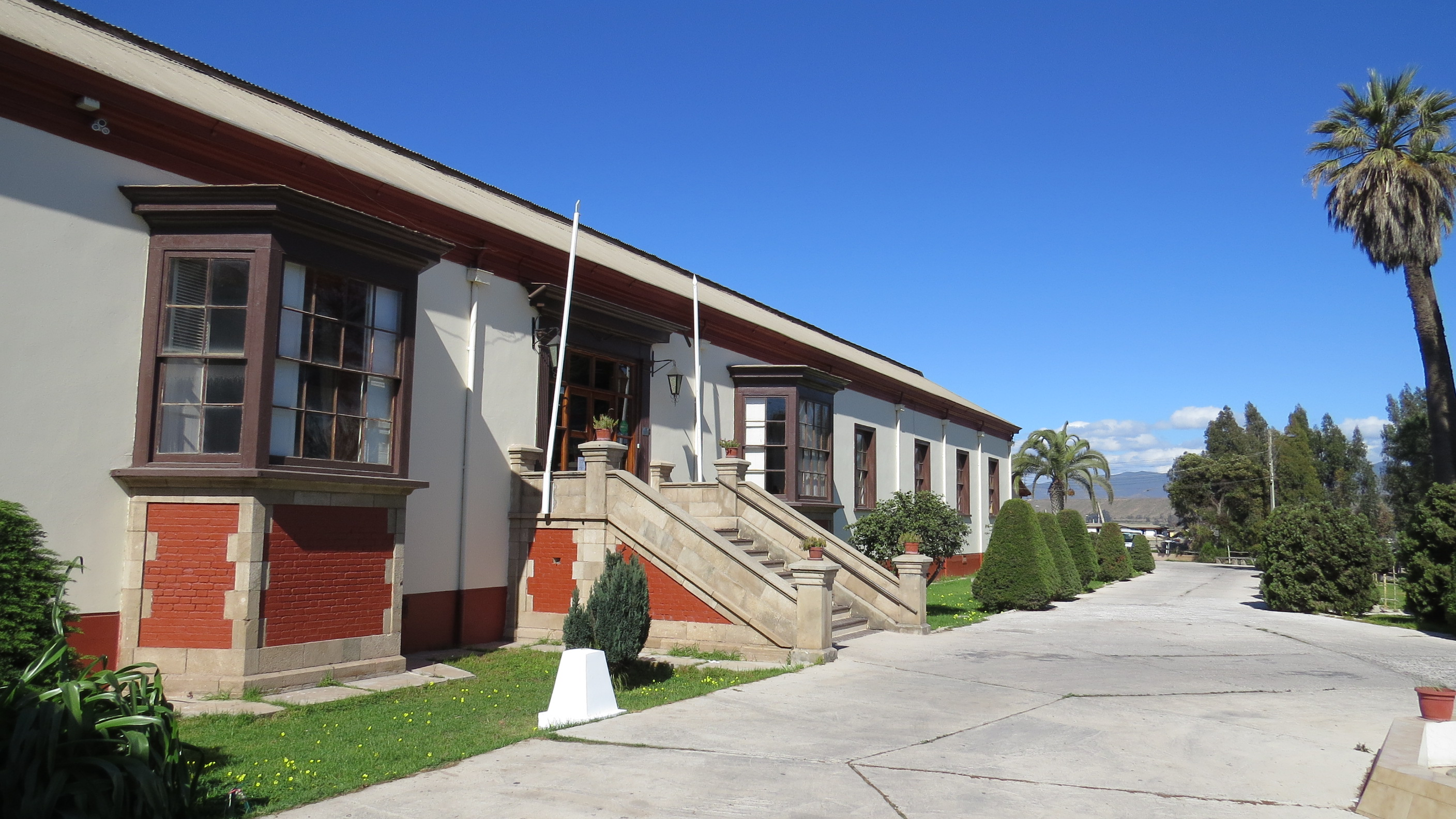
Casa de la familia Lambert
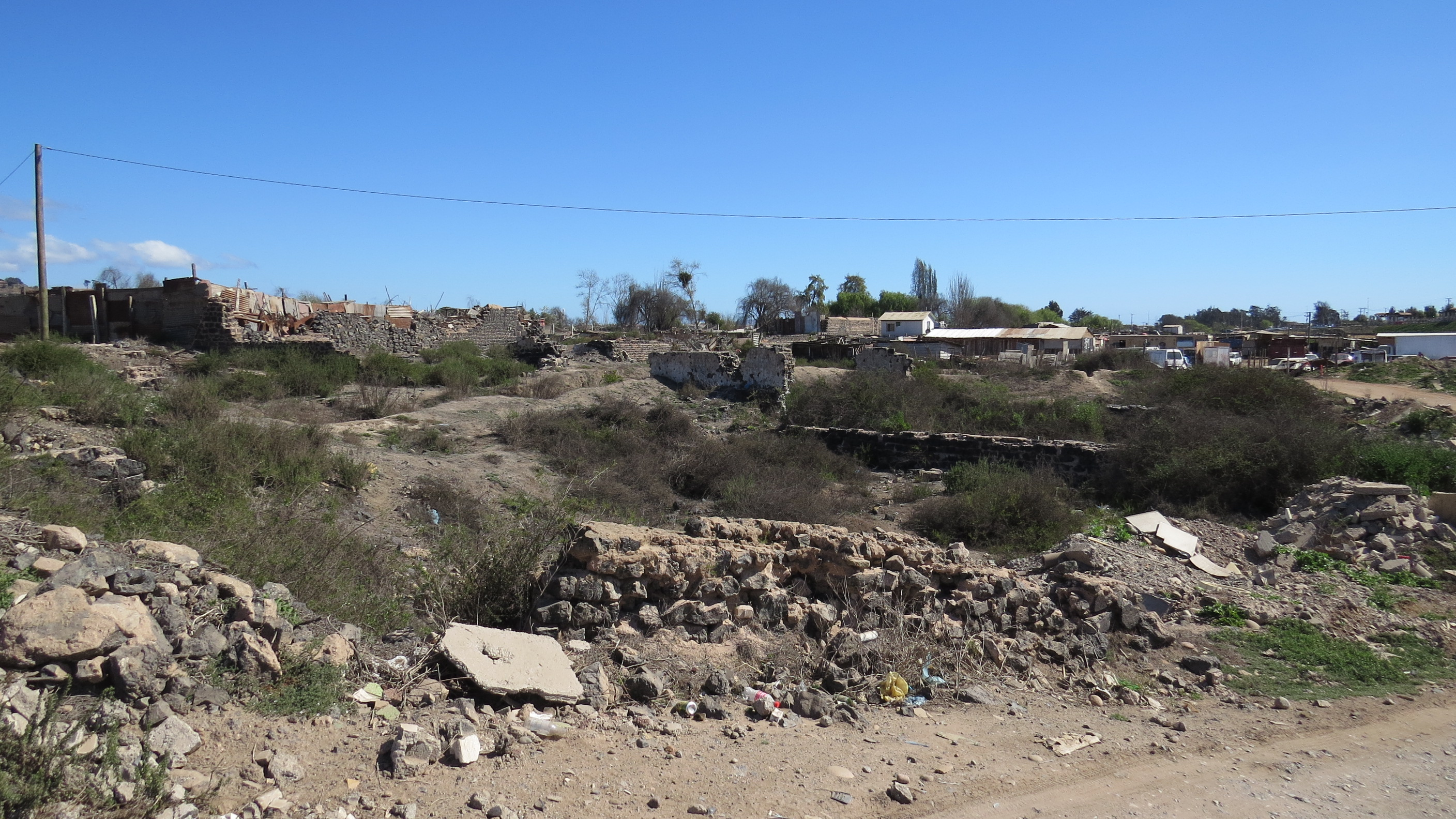
Vista general de la ex- fundición Lambert
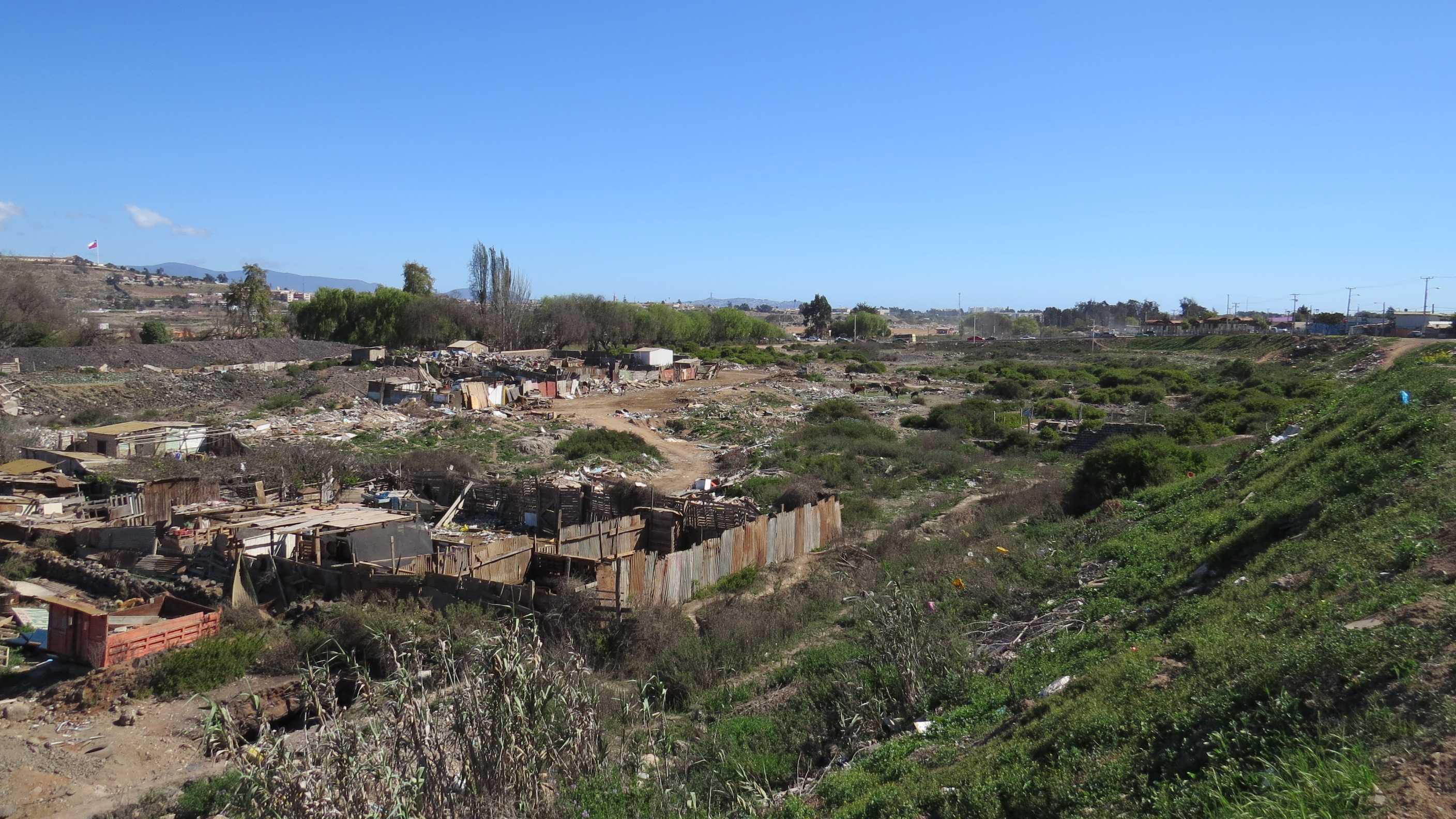
Vista general de la ex- fundición Lambert
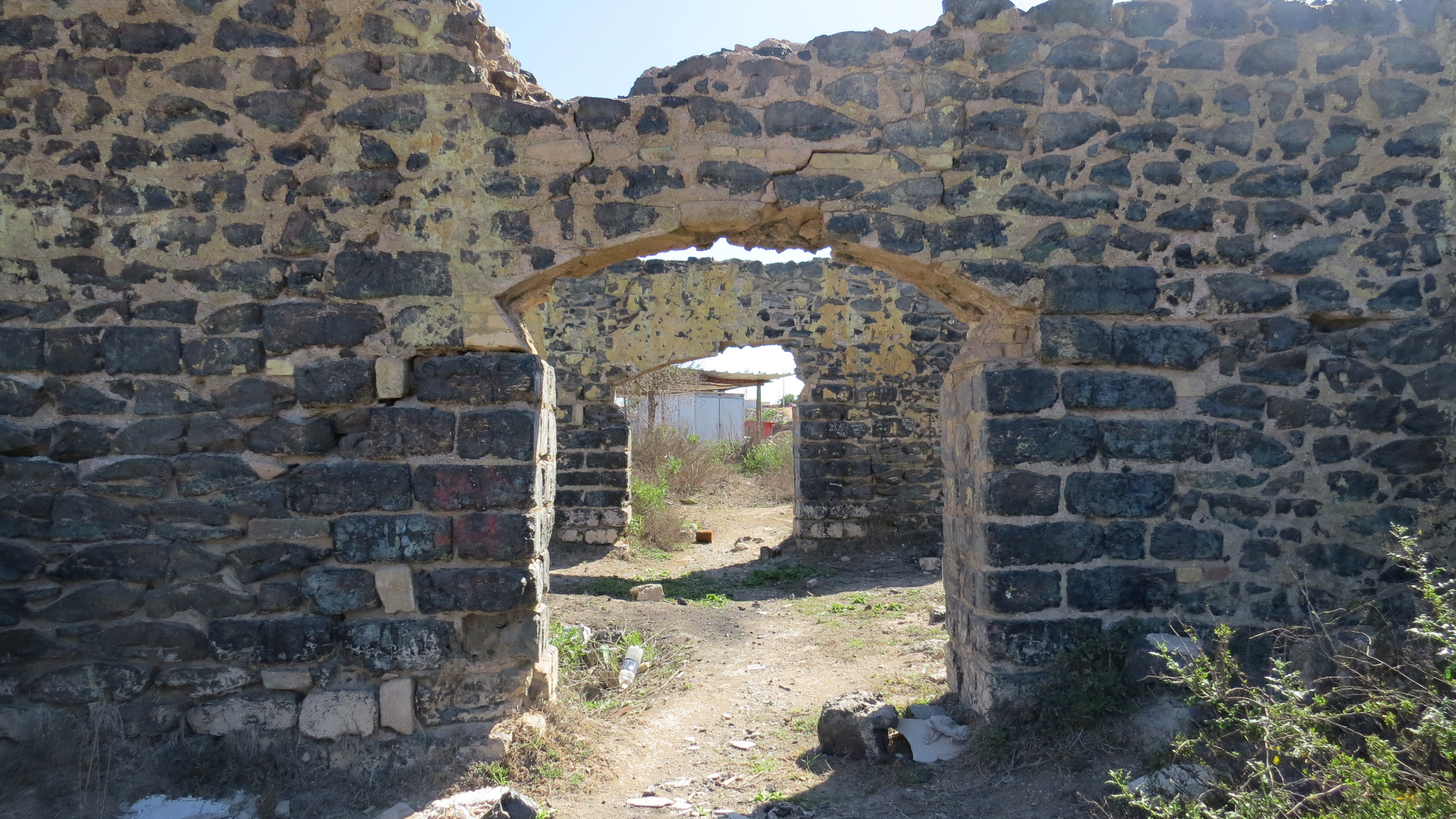
Muros de mampostería de escorias.
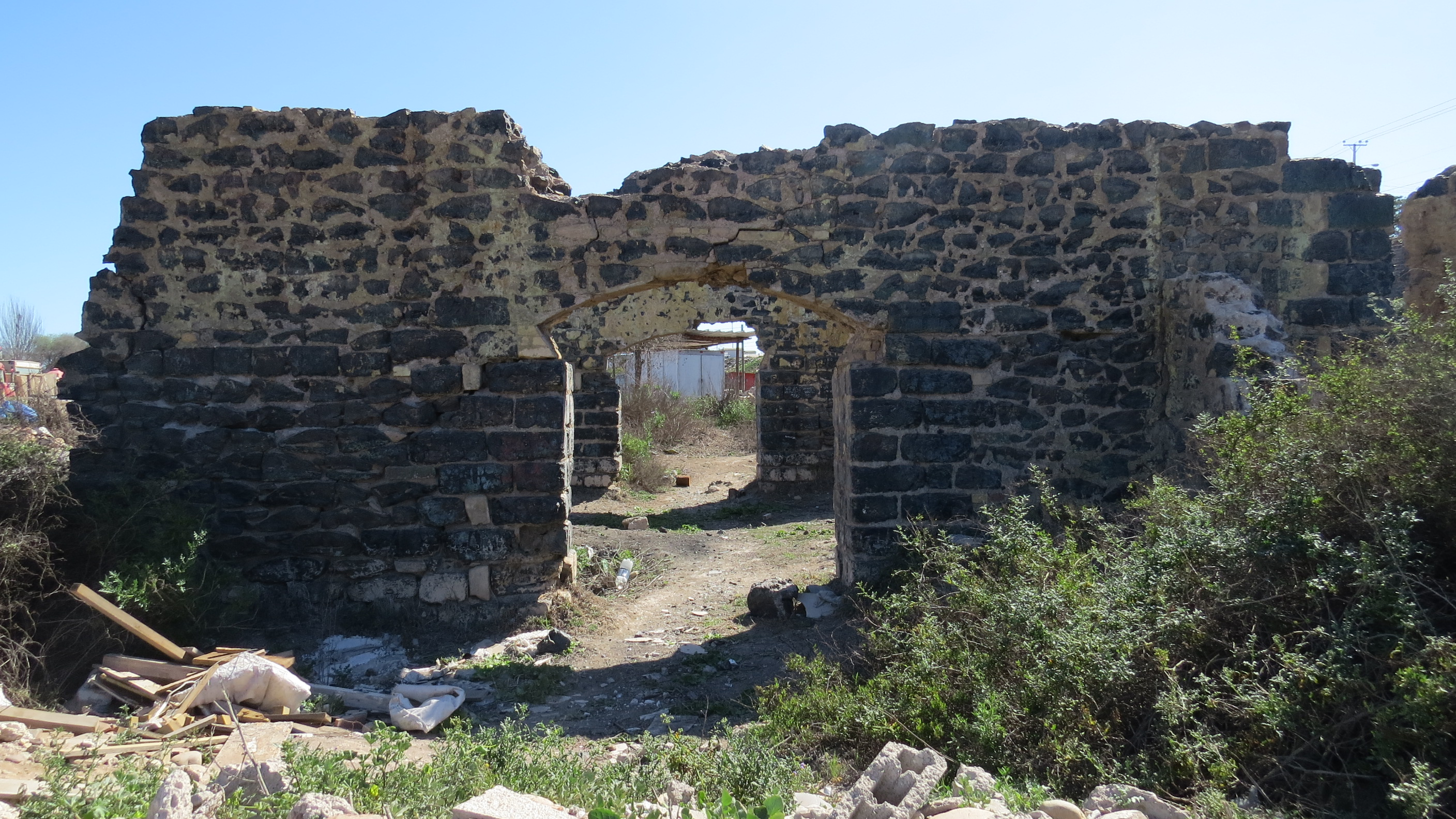
Restos de la ex- fundición Lambert
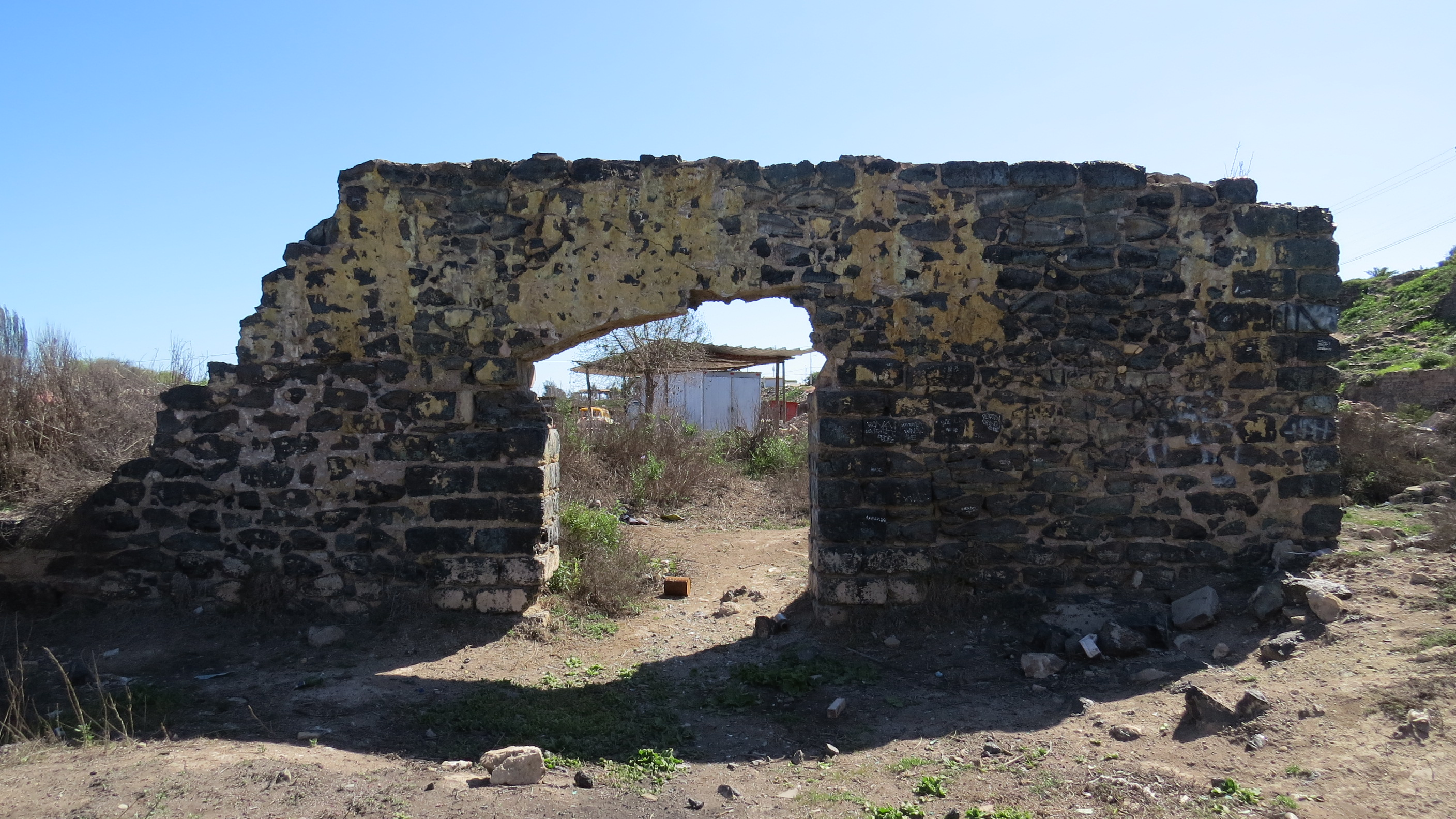
Restos de la ex- fundición Lambert
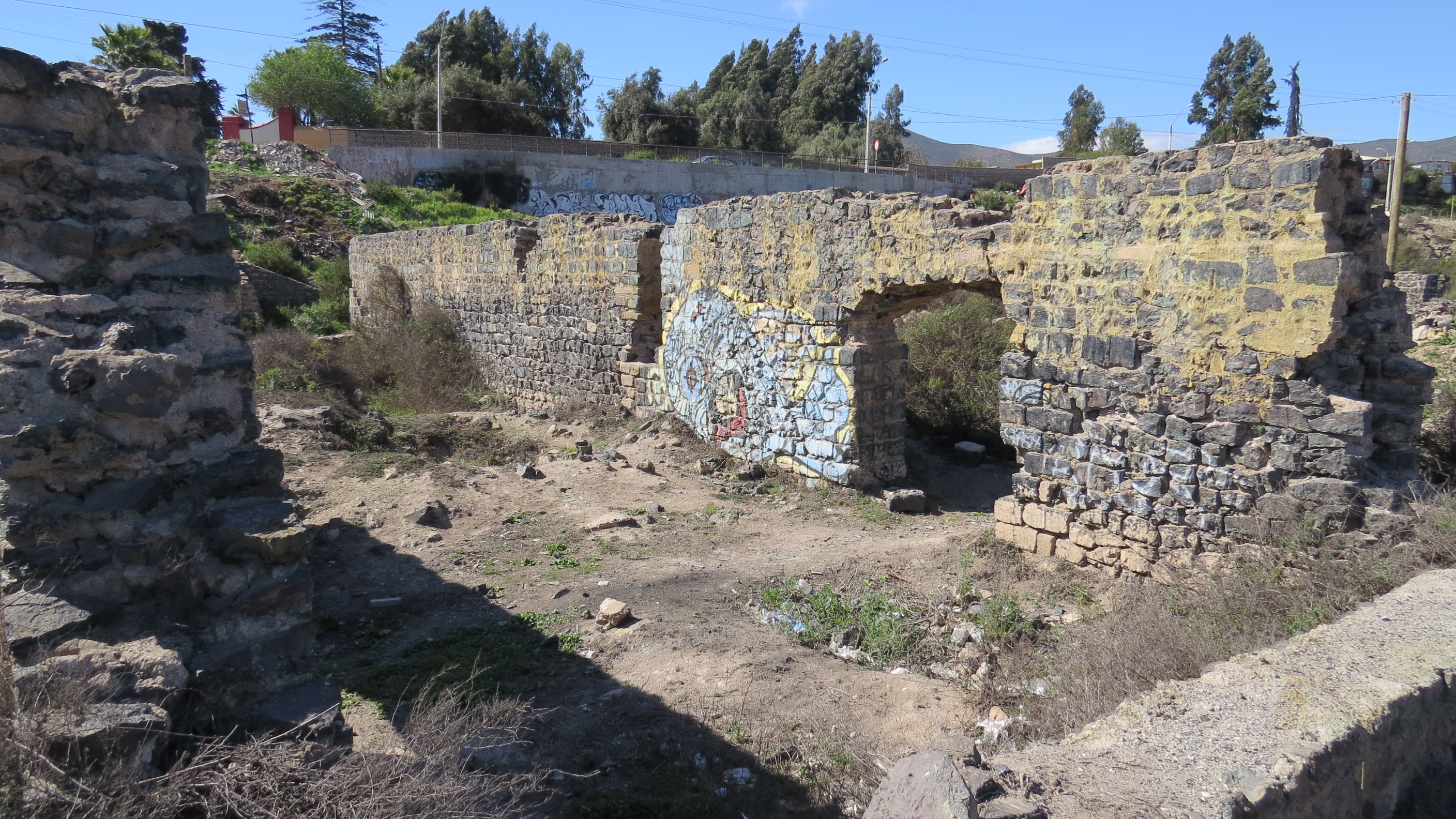
Restos de la ex- fundición Lambert
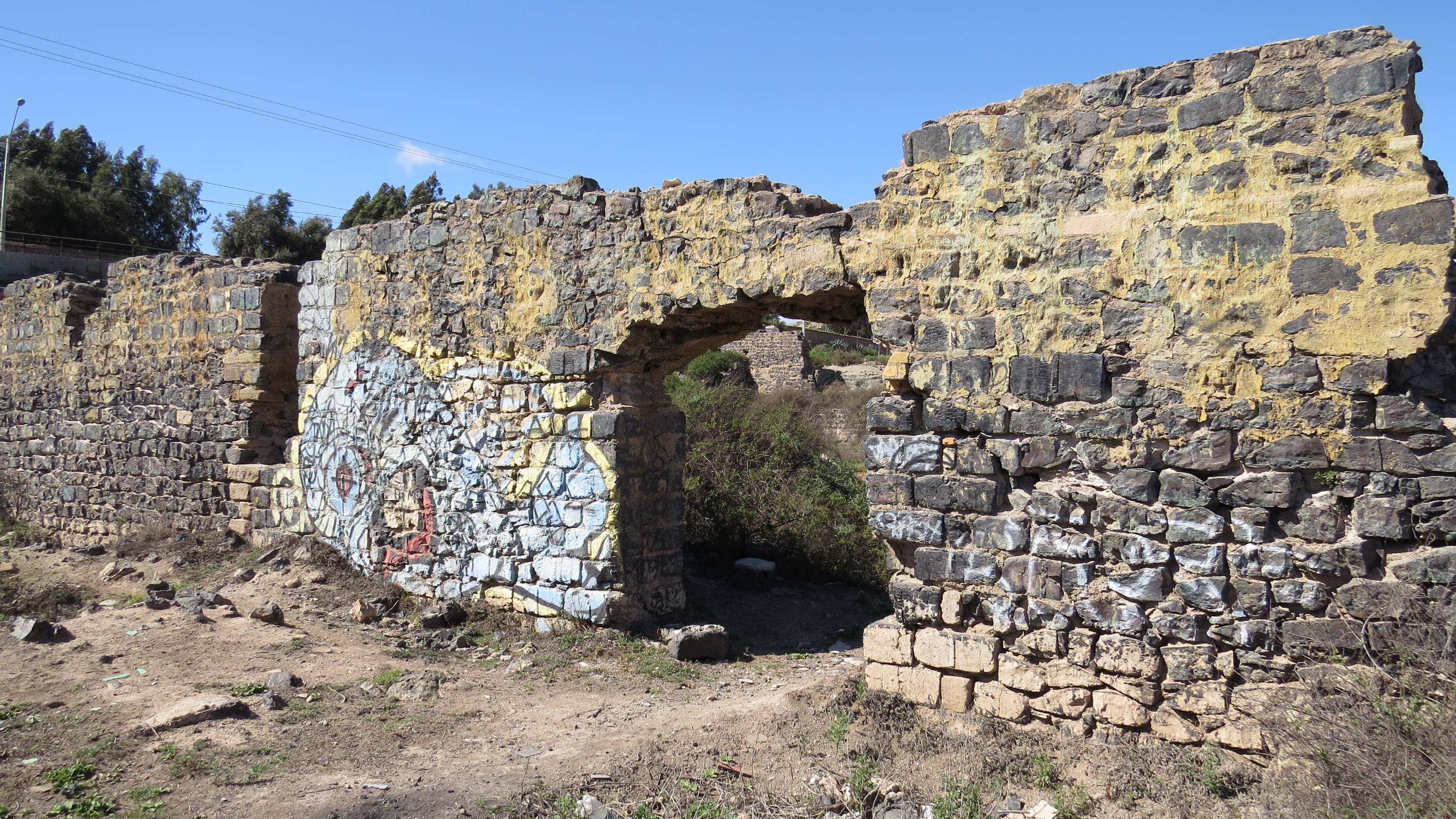
Restos de la ex- fundición Lambert
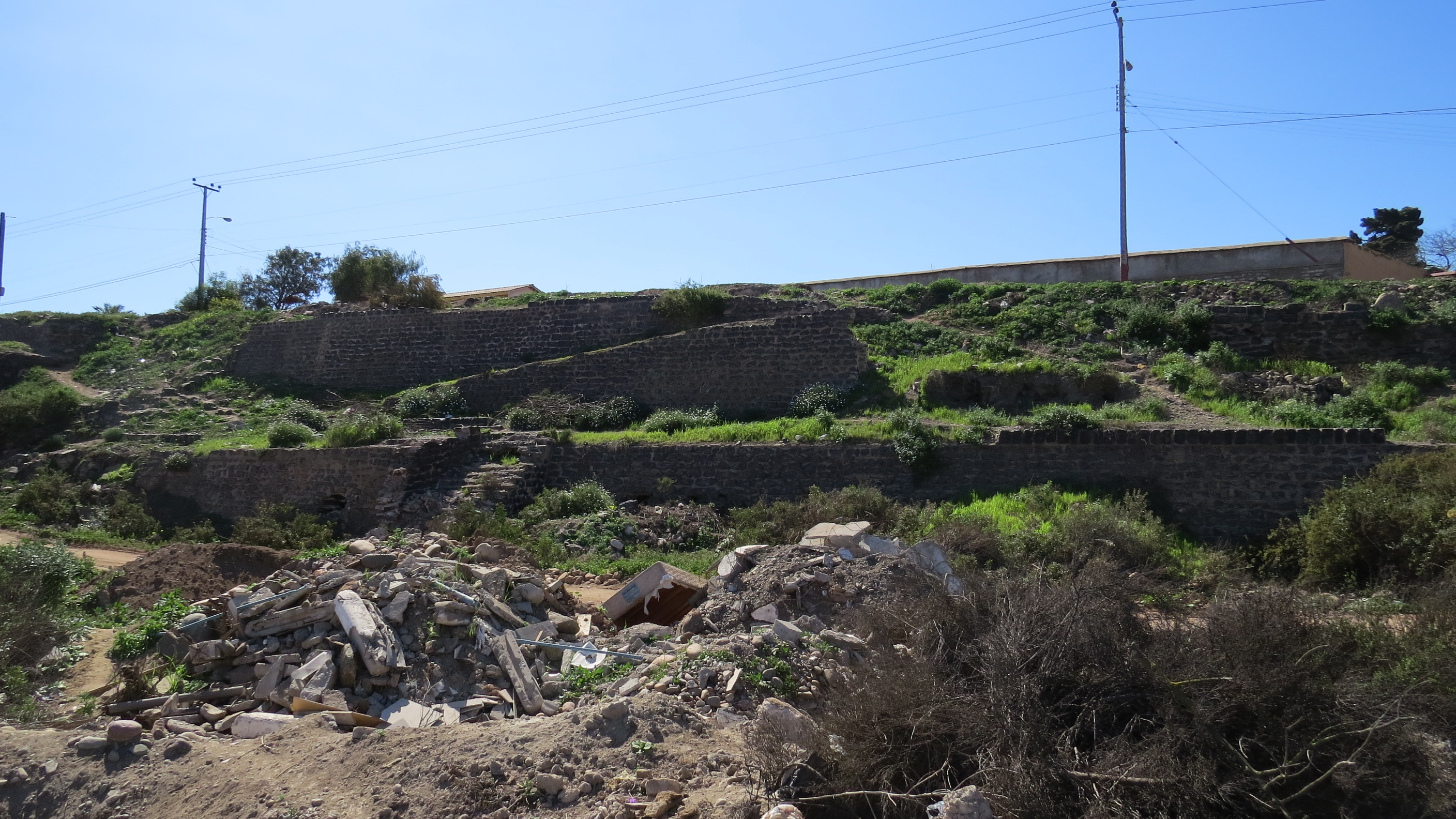
Restos de la ex- fundición Lambert
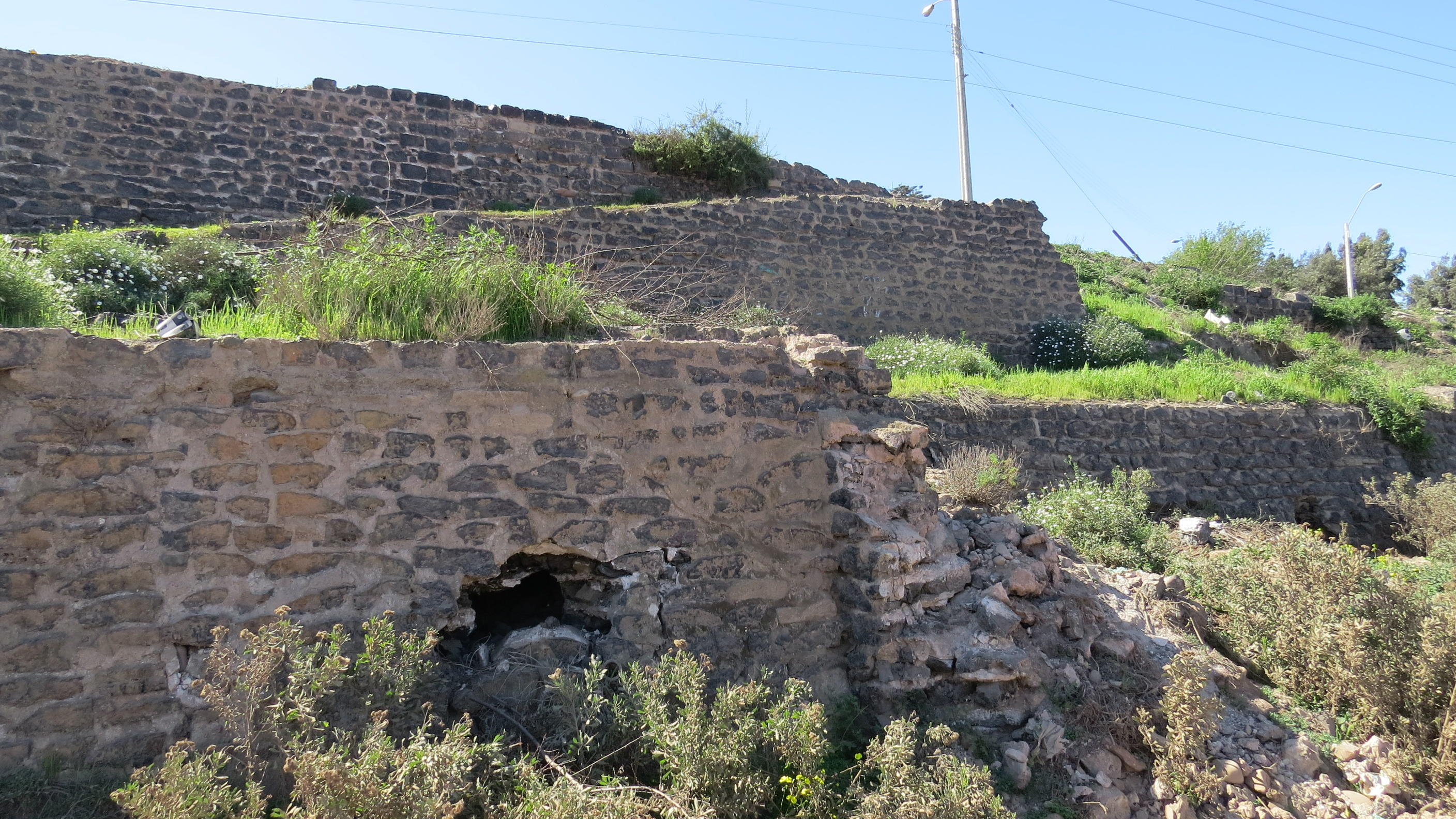
Restos de la ex- fundición Lambert
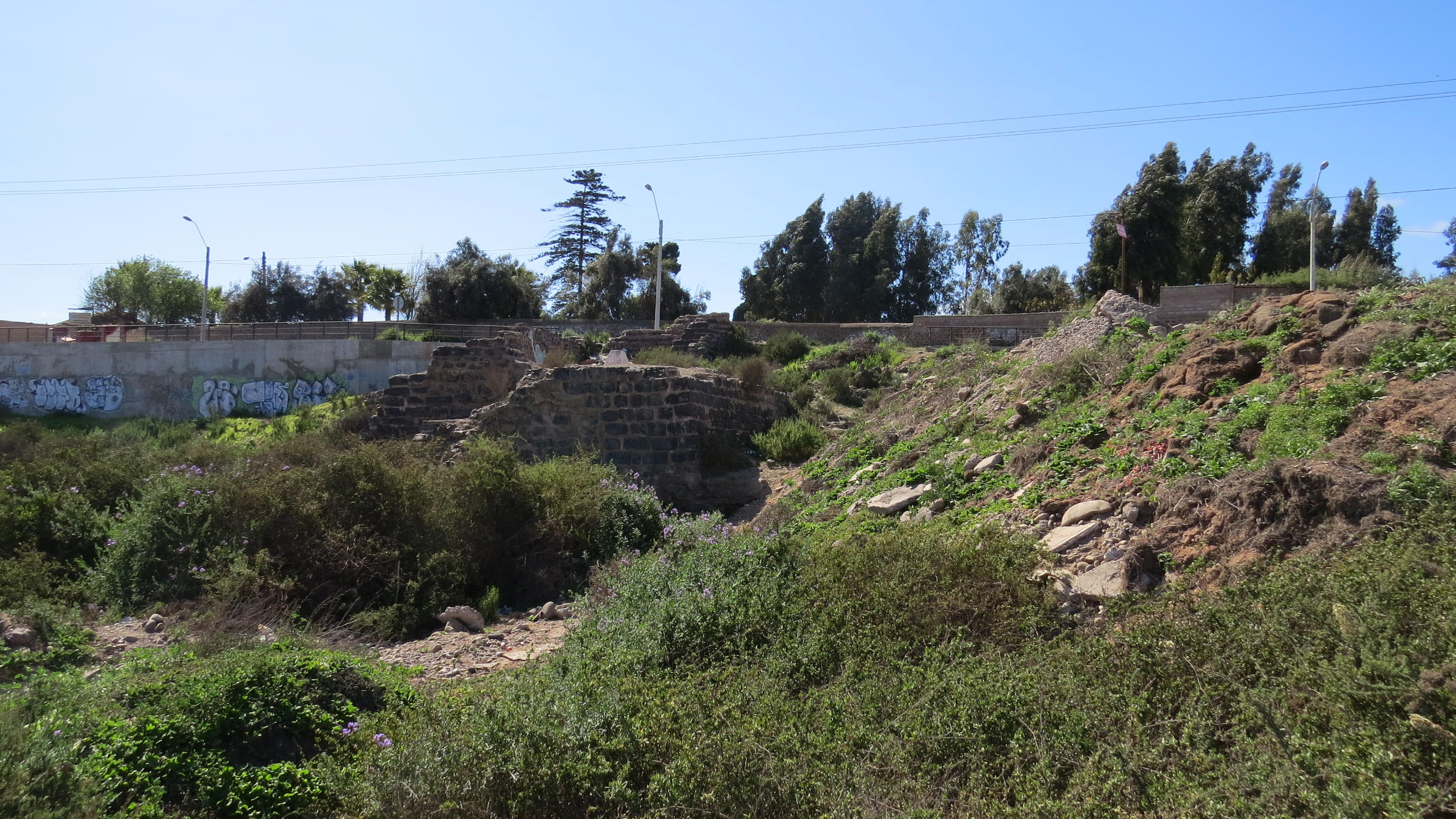
Restos de la ex- fundición Lambert